# Socha Krista v Garajau
Kristus král (Cristo rei) je název sochy postavené na mysu Garajau nedaleko stejnojmenné obce na Madeiře.
Socha zde byla instalována roku 1927 a její stavbu financovala jedna místní zámožná rodina. Socha má ochraňovat rybáře, v noci je osvětlená a pro pobřežní plavbu má orientační význam jako maják.
Socha byla postavena 180 m nad hladinou oceánu, její výška činí 20 m. Socha hledí na oceán, tedy v tomto místě směrem na jih. Není známo, zda byla inspirací k podobným sochám v Rio de Janeiro a v Lisabonu.
Několik desítek metrů na západ od sochy (směrem k Funchalu) je umístěna horní stanice lanové dráhy vozící turisty dolů na pobřeží.

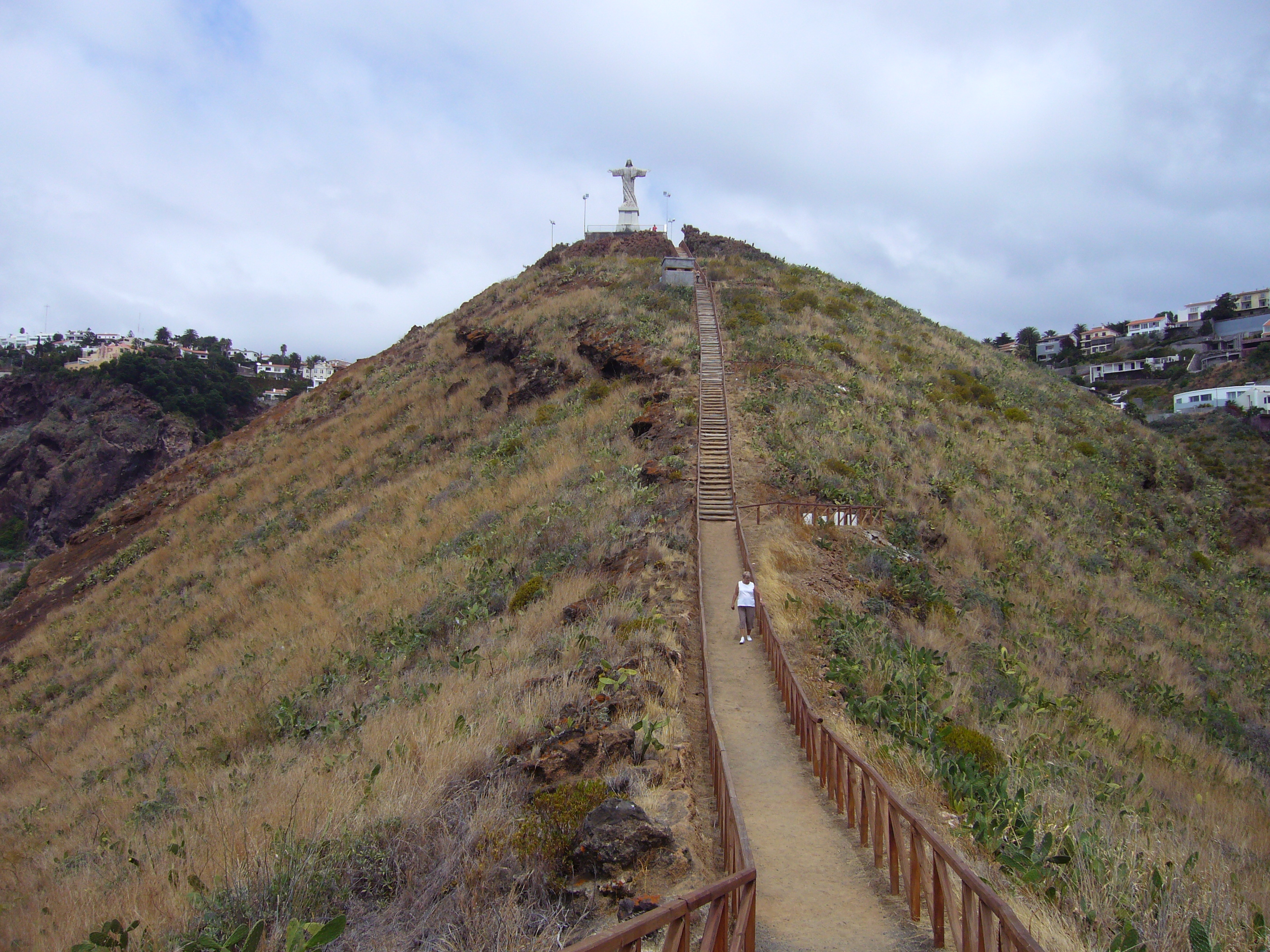
Pohled na sochu z okraje mysu - s oceánem za zády. Vzadu za sochou obec Garajau